# لا تقلق، كن سعيدا (أغنية)
أغنية «لا تقلق، كن سعيدا» (بالإنكليزية:Don't Worry, Be Happy) هي أغنية شعبية باللغة الإنكليزية من تأليف الموسيقار بوبي ماكفيرين. تم إصدارها في سبتمبر عام 1988، وأصبحت أول أغنية كابيلا تصل إلى رقم واحد على لوحة بيلبورد هوت 100 ، وهو موقع احتفظت به لمدة أسبوعين.

## خلفية

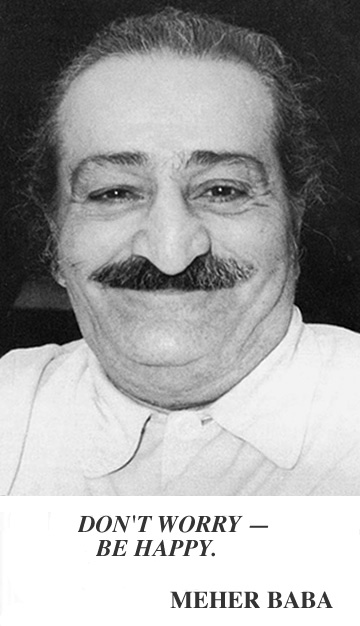
اشتهر مهير بابا، بترديده عبارة "لا تقلق ، كن سعيداً"

غالبًا ما ردد الصوفي والحكيم الهندي مهيرا بابا (1894-1969) عبارة «لا تقلق، كن سعيدًا» عندما كان يتواصل مع أتباعه في الغرب.
في ستينيات القرن العشرين، طُبع التعبير على بطاقات ملهمة وملصقات العصر. في عام 1988، لاحظ ماكفيرين ملصق مماثل في شقة موسيقيي الجاز تاك وباتي في سان فرانسيسكو. مستوحيا من سحر العبارة وبساطتها، كتب الأغنية المشهورة، والتي أدرجت في الموسيقى التصويرية للفيلمكوكتيل، وأصبحت أغنية ناجحة في العام التالي. وقال ماكفيرين في مقابلة مع بروس فيزير لمجلة يو أس أي ويكإند في عام 1988: «عادة يكتب على ملصق لـ مهير بابا، عبارة» لا تقلق، كن سعيداً «، وأعتقد أنها فلسفة أنيقة في أربع كلمات».
وقالت ليندا غولدشتاين، مُنتجة الأغنية، إن الأغنية أعطت ماكفيرين «حرية الاستكشاف»، مضيفًة: «إنه رجل من الأصوات اللامحدودة، التي لا يسبر غورها، وكل ما يسمعه يدخل دماغه، من موسيقى نادي ميكي ماوس حتى أوبرا متروبوليتان».

## التكوين
إن «الأدوات» المستعملة في أغنية الكابيلا هي أجزاء صوتية مضافة ومدبلجة بالكامل بالإضافة لأصوات أخرى صنعها ماكفيرين، دون استخدام أي أدوات على الإطلاق؛ كما كان يغنيها بلكنة مأثرة.

## كلمات الأغنية
| ترجمة المحتوى | بالإنكليزية |
| --- | --- |
| ها هي أغنية كتبتها يمكنك ترديدها معي لا تكن قلقا، كن سعيدا في كل الحياة نواجه المشاكل لكنك تضاعفها عندما تقلق لا تكن قلقا، كن سعيدا لاتملك سريرا لتنام عليه أتى أحدهم وأخذه منك لا تكن قلقا، كن سعيدا تأخرت في دفع الأجار ويقول المالك أنه سيرفع قضية لا تكن قلقا، كن سعيدا لا تملك المال، ولست أنيقا ولاتعرف فتاة تجعلك تبتسم لا تكن قلقا، كن سعيدا لأنك ستعبس عندما تكون قلقا وهذا سيحبط كل من حولك لا تكن قلقا، كن سعيدا | Here's a little song I wrote You might want to sing it note for note Don't Worry, Be Happy In every life we have some trouble But when you worry you make it double Don't Worry, Be Happy Ain't got no place to lay your head, somebody came and took your bed Don't Worry, Be Happy The landlord say your rent is late, he may have to litigate Don't Worry, Be Happy Ain't got no cash, ain't got no style, ain't got no gal to make you smile Don't Worry, Be Happy Cause when you worry your face will frown and that will bring everybody down Don't Worry, Be Happy |
| | |

## أغنية مصورة
الفيديو الموسيقي الكوميدي الأصلي للأغنية قام بها ماكفيرين وروبن ويليامس وبيل إيروين،  وهي أقصر إلى حد ما من الإصدار الألبومي.

## الجوائز
صنفت الأغنية رقم 31 على VH1 ل أعظم 100 أغنية من الثمانينيات ، وظهرت أيضا على قائمة رولينج ستون قائمة ' أفضل 15 أغنية صفير في كل العصور. في جوائز غرامي عام 1989، فازت بجائزة "أفضل أغنية العام" و «أفضل سجل للأغاني».

## روابط خارجية
- كلمات هذه الأغنية نسخة محفوظة 7 مارس 2019 على موقع واي باك مشين. على الموقع الرسمي لبوبي ماكفيرين
- . على يوتيوب